# Dawit Yemane
Dawit Yemane (ur. 1 stycznia 1998) – erytrejski kolarz szosowy.

## Osiągnięcia
Opracowano na podstawie:

2017
- 3. miejsce w Tour of Quanzhou Bay
  - 1. miejsce w klasyfikacji górskiej

2018
- 2. miejsce w Africa Cup

2020
- 1. miejsce w klasyfikacji górskiej La Tropicale Amissa Bongo

2021
- 3. miejsce w mistrzostwach Erytrei (jazda indywidualna na czas)
- 1. miejsce w mistrzostwach Erytrei (start wspólny)

2022
- 1. miejsce w mistrzostwach Afryki (jazda drużynowa na czas)
- 2. miejsce w mistrzostwach Afryki (mieszana jazda drużynowa na czas)

## Rankingi
| Rok             | 2017  | 2018  | 2019 | 2020  | 2021 | 2022 | 2023 | 2024 |
| --------------- | ----- | ----- | ---- | ----- | ---- | ---- | ---- | ---- |
| World Ranking   | 2320. | 1649. | 533. | 1321. | 494. | 277. | 547. | 467. |
| UCI Asia Tour   | -     | 284.  |      |       |      |      |      |      |
| UCI Africa Tour | 198.  | -     | 24.  | 52.   | 16.  | 6.   | 23.  | 18.  |
|                 |       |       |      |       |      |      |      |      |
| Źródło: UCI     |       |       |      |       |      |      |      |      |